# Olaf Jacobsen
Olaf Jacobsen (Hønefoss, 1888. március 24. – Halden, 1969. március 2.) olimpiai bronzérmes norvég tornász.
Az 1912. évi nyári olimpiai játékokon tornában svéd rendszerű összetett csapatversenyben bronzérmes lett.
Klubcsapata az Oslo Turnforening volt.